# Киселі (Лозівський район)
Киселі́ — село в Лозівському районі Харківської області. Входить до складу Олексіївської сільської громади.

## Географія
Село Киселі знаходиться біля витоків річки Кисіль, нижче за течією на відстані 2,5 км розташоване село Новотроїцьке (Ізюмський район). На відстані 2,5 км розташоване село Кам'янка. Поруч проходить автомобільна дорога Т 2110.

## Історія
Засноване 1721 року.
У часи Другої світової війни село тричі переходило з рук у руки, особливо запеклі бої точилися в лютому 1943 року.

## Економіка
- Молочно-товарна ферма.
- Агрофірма «Киселі», ТОВ.
- «Екопрод-Первомайський», ТОВ.

## Покликання
Погода в Киселях [Архівовано 8 Квітня 2016 у Wayback Machine.]